# Japonia quercus
Japonia quercus är en svampart som beskrevs av Höhn. 1909. Japonia quercus ingår i släktet Japonia och familjen Dothioraceae.   Inga underarter finns listade i Catalogue of Life.